# Karl Schopp
Karl Schopp (* 24. Januar 1903 in Dortmund; † 5. Juli 1970 in Bigge) war ein deutscher Kommunalpolitiker und ehrenamtlicher Landrat (Zentrum und CDU).

## Leben und Beruf
Nach dem Schulbesuch absolvierte Schopp eine Lehrerausbildung. Er war bis 1964 als Lehrer, Hauptlehrer, Rektor und Schulrat im Schuldienst tätig. Schopp war verheiratet und hatte drei Kinder.
Mitglied des Kreistages des ehemaligen Landkreises Lippstadt war er von 1948 bis 1955. Vom 29. November 1952 bis zum 11. Dezember 1954 war er Landrat des Landkreises. Schopp war er in verschiedenen Gremien des Landkreistages Nordrhein-Westfalen tätig, insbesondere im Kultur- und Schulausschuss.
Von 1954 bis 1956 war Schopp Vorsitzender des Kreisschützenverbandes Lippstadt. Von 1963 bis zu seinem plötzlichen Tode war er Leiter des Jugendherbergswerkes Westfalen-Lippe.